# Earinus Flavius
Earinus Flavius (I w. n.e.) - ulubiony eunuch cesarza Domicjana. Na cześć jego urody powstało kilka epigramów Marcjalisa [Mart. Epigr. IX, 12, 13, 14, 17, 18] oraz umieszczony w zbiorze Silvae poemat Stacjusza [Stat. Silv. III, 4]. Wzmiankuje o nim również Kasjusz Dion [Dion Cass. LXVII, 2].